# Михајло Михајлов
Михајло Михајлов (рус. Михаил Николаевич Михайлов; Панчево, 26. септембар 1934 — Београд, 7. март 2010) био је српски књижевник, академик и публициста.
Био је најпознатији противник титоизма након Милована Ђиласа због чега је укупно провео седам година у затвору. Једини је дисидент коме је одузето југословенско држављанство.

## Биографија
Рођен је у породици руских емиграната. Његовом оцу Николају је било седамнаест а мајци седам година када су 1921. године са врангелском емиграцијом дошли у Краљевину Срба, Хрвата и Словенаца. Руски језик му је био матерњи а он и сестре су практично у школи научили српски језик.
Завршио је гимназију у Сарајеву и дипломирао је на Загребачком свеучилишту (подружница Задар) на катедри за компаративну књижевност, 1959. године. После завршетка постдипломских студија 1961. године, служио је војску годину дана до 1962. у Требињу.
Први пут је ухапшен 1965. године после објављивања дела есеја „Лето московско” у београдском часопису „Дело”. Након тога, почео је да објављује текстове и у страним штампама, због чега је 1966. осуђен на три и по године затвора. Поново је осуђен 1974. због објављивања у новинама „Њујорк тајмс” и „Њујорк ривју оф букс”, и затворен је до 1977. године. Емигрирао је у Сједињене Америчке Државе 1978. године, где је између осталог радио као предавач и где је држављанство стекао 1985. године. Од 1985. до 1994. године, сарађивао је са Радио Слободном Европом.
У Београд се вратио 2001. где је живео до своје смрти 7. марта 2010. године. Сахрањен је 13. марта 2010. у Алеји заслужних грађана на београдском Новом гробљу.